# Cortinarius elacatipus
Cortinarius elacatipus är en svampart som beskrevs av E. Horak, Peintner, M.M. Moser & Vilgalys 2002. Cortinarius elacatipus ingår i släktet Cortinarius och familjen spindlingar.   Inga underarter finns listade i Catalogue of Life.